# استریکس و اوبلیکس علیه سزار
اَستِریکس و اُبِلیکس علیه سزار (به فرانسوی: Astérix et Obélix contre César) فیلمی محصول سال ۱۹۹۹ به کارگردانی کلود زیدی است. این فیلم براساس ماجراهای آستریکس می‌باشد در این فیلم ژرار دوپاردیو، کریستین کلاویر، روبرتو بنینی، لاتیا کاستا، میشل گالابرو، کلود پیپلو، دانیل پروو، پیر پالماد، آریل دومبال، ماریانه زگبرشت، ژان-پیر کاستالدی بازی کردند.